# Мистербьянко
Мистербьянко (итал. Misterbianco) — коммуна в Италии, располагается в регионе Сицилия, подчиняется административному центру Катания.
Население составляет 46 251 человек (на г.), плотность населения составляет 1175 чел./км². Занимает площадь 37 км². Почтовый индекс — 95046. Телефонный код — 095.
Покровителем коммуны почитается святой Антоний Великий. Праздник ежегодно празднуется 17 января.